# Austrolimnophila joana
Austrolimnophila joana är en tvåvingeart som beskrevs av Alexander 1929. Austrolimnophila joana ingår i släktet Austrolimnophila och familjen småharkrankar. Inga underarter finns listade i Catalogue of Life.